# Алба Адријатика
Алба Адријатика (итал. Alba Adriatica) је насеље у Италији у округу Терамо, региону Абруцо.
Према процени из 2011. у насељу је живело 11165 становника. Насеље се налази на надморској висини од 5 м.

## Становништво
Према резултатима пописа становништва 2011. у општини је живело 11.565 становника.
| 1931. | 1936. | 1951. | 1961. | 1971. | 1981. | 1991. | 2001.  | 2011.  |
| ----- | ----- | ----- | ----- | ----- | ----- | ----- | ------ | ------ |
| 2.436 | 2.507 | 3.517 | 5.112 | 6.700 | 8.461 | 9.365 | 10.389 | 11.565 |

## Партнерски градови
- Миранда